# Miradouro da Caldeira da Graciosa, Miradouro 2

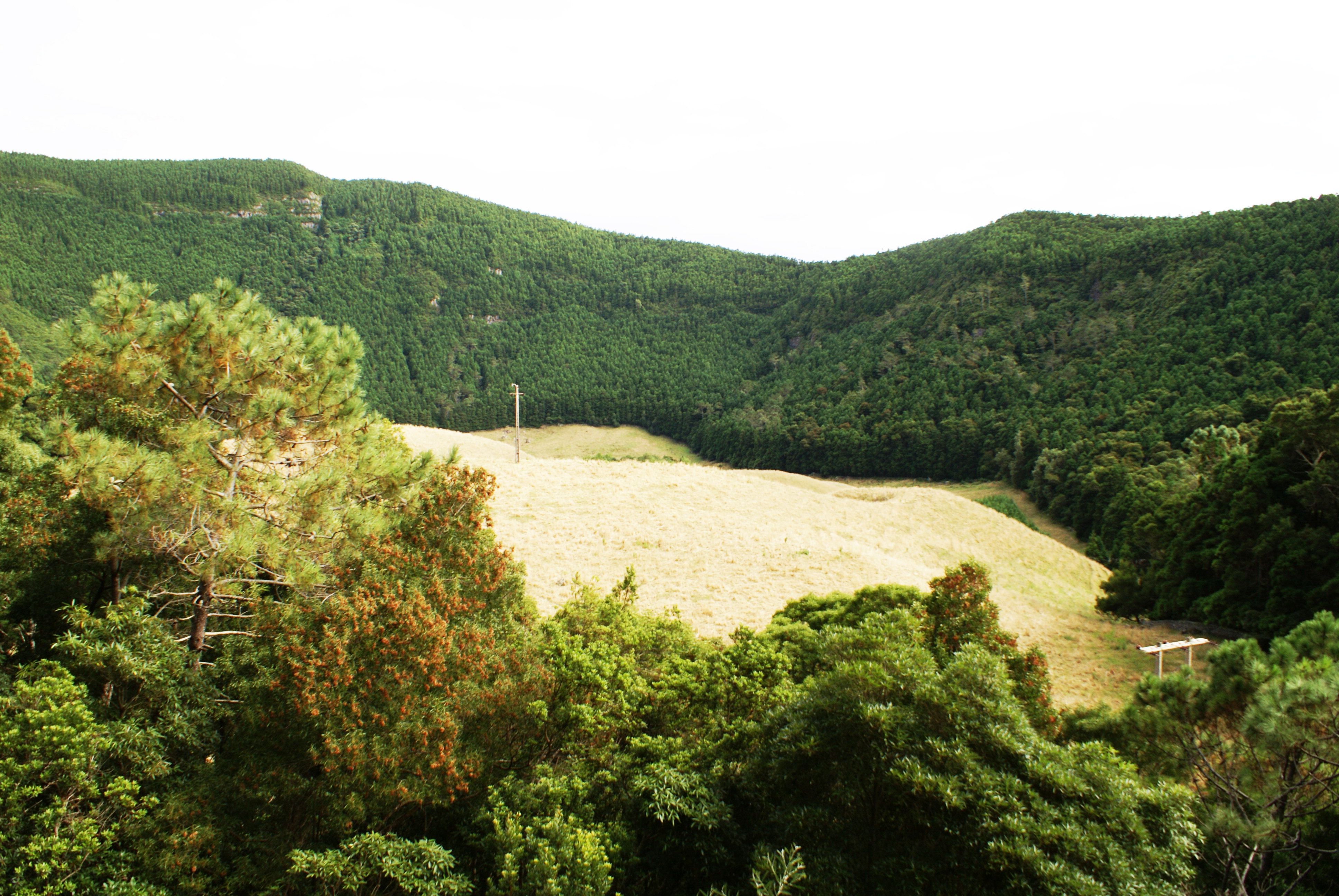
Caldeira da Graciosa, vista do Miradouro 2.

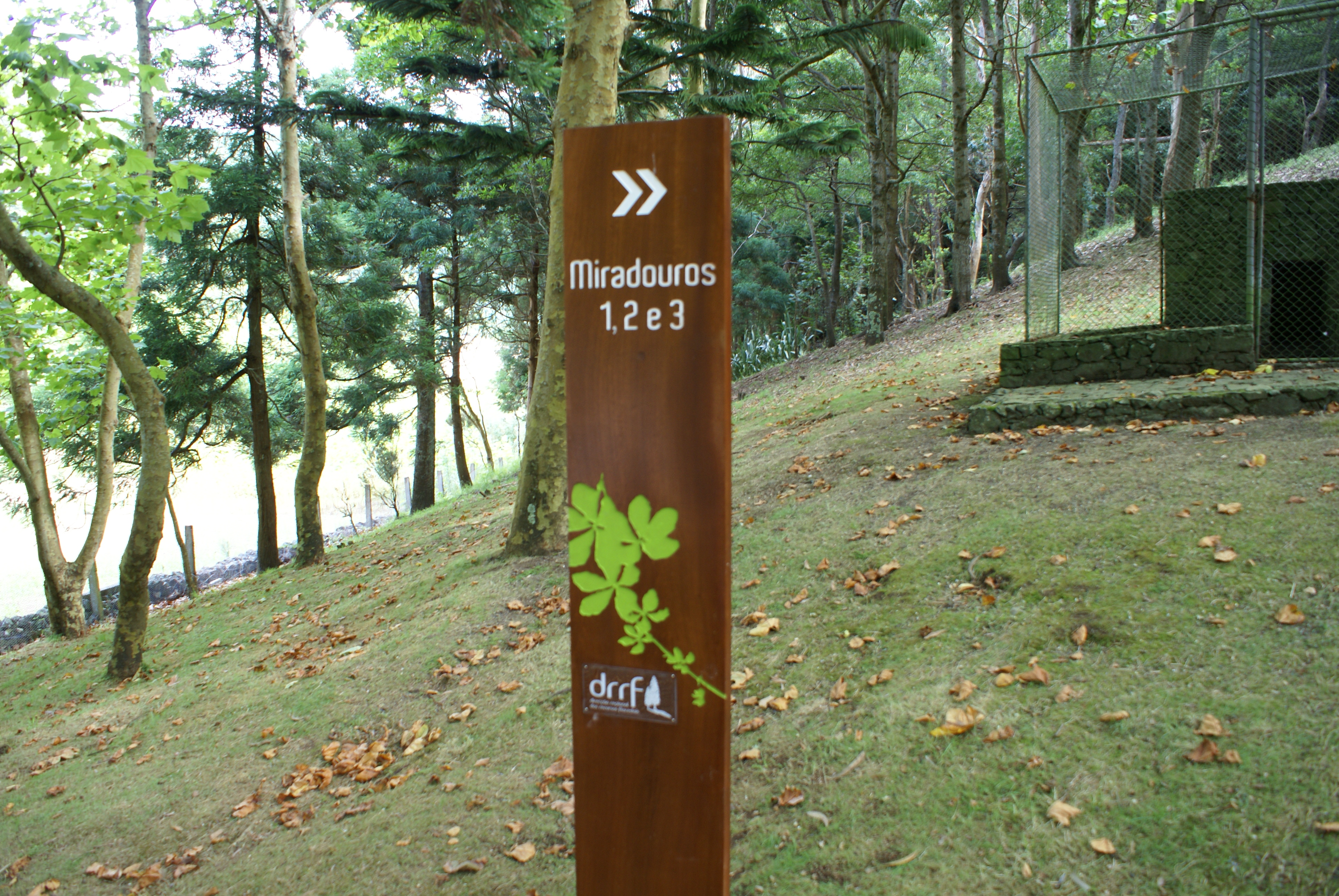
Caldeira da Graciosa, Miradouro 1,2 e 3.

O Miradouro da Caldeira da Graciosa, Miradouro 2 é um mirante de curioso nome que se localiza dentro da Caldeira da Graciosa, concelho de santa Cruz da Graciosa, ilha Graciosa, Açores.
Este nome curioso foi-lhe atribuído pelos serviços governamentais a fim de o diferenciar de outros dois existentes na vasta Caldeira vulcânica da Graciosa, localiza-se sensivelmente ao meio da caldeira ao centro da Reserva Florestal Natural Parcial da Caldeira da Ilha da Graciosa.
Encontra-se incluído no plano de integração paisagística da Caldeira da Graciosa e da Reserva Florestal Natural ali existentes.